# Hemligheter på vägen (musikalbum)

Hemligheter på vägen från 2008 är ett musikalbum med Georg Riedel och vänner.

## Låtlista
All musik är skriven av Georg Riedel.
1. Det vi saknar (text: Claes Andersson) – 4:50
2. Hemligheter på vägen (text: Tomas Tranströmer) – 2:37
3. Etude för sommarvind (text: Claes Andersson) – 8:14
4. I grannkommunens källarvåning (text: Kristina Lugn) – 4:23
5. Tag mig, håll mig (text: Harriet Löwenhjelm) – 7:41
6. Han som vaknade av sång över taken (text: Tomas Tranströmer) – 3:07
7. Tidens framfart (text: Claes Andersson) – 6:18
8. Telegram för fullmånen (text: Cornelis Vreeswijk) – 5:37
9. Det är vackrast när det skymmer (text: Pär Lagerkvist) – 5:13
10. Dit jag längtar (text: Kristina Lugn) – 5:17

## Medverkande
- Sarah Riedel – sång
- Jan Allan – trumpet
- Joakim Milder – tenorsax
- Fredrik Ljungkvist – klarinett, basklarinett, tenorsax
- Jacob Karlzon – piano
- Georg Riedel – bas